# Lithobius irikensis
Lithobius irikensis är en mångfotingart som först beskrevs av Chamberlin 1958.  Lithobius irikensis ingår i släktet Lithobius och familjen stenkrypare.
Artens utbredningsområde är Irak. Inga underarter finns listade i Catalogue of Life.